# Escola de Vilademuls
L'Escola de Vilademuls és una obra noucentista de Vilademuls (Pla de l'Estany) inclosa a l'Inventari del Patrimoni Arquitectònic de Catalunya.

## Descripció
Edifici de planta rectangular, estructurat en un sol nivell, amb la coberta a dues vessants i acabat de teula àrab. Els seus ràfecs són fets amb caps de biga de fusta treballada. Les façanes són arrebossades i pintades amb esquemàtics motius decoratius al voltant de les obertures.
Interiorment s'estructura en dues aules amb accés independent des de l'exterior per mitjà de rampes.
A cada extrem de l'edifici hi ha adossats dos cossos annexes destinats, en principi, a ús residencial.

## Història
L'edifici va ser construït per allotjar-hi l'escola pública del poble.
Actualment en desús, utilitzada esporàdicament com a casal del poble.